# Salzlandkreis
Der Salzlandkreis ist ein Landkreis im Land Sachsen-Anhalt, der im Zuge der Kreisgebietsreform am 1. Juli 2007 durch die Zusammenlegung der ehemaligen Landkreise Aschersleben-Staßfurt (ohne Falkenstein/Harz), Bernburg  und Schönebeck gebildet wurde. Er ist in Sachsen-Anhalt der einzige Landkreis, der nicht an ein anderes deutsches Bundesland grenzt.

## Geografie
Mit einer Flächengröße von 1.427 km² ist der Salzlandkreis der zweitkleinste Landkreis von Sachsen-Anhalt. Während im Osten die Elbe über eine Länge von 22 Kilometern die Grenze zum Nachbarkreis Anhalt-Bitterfeld bildet, liegen im Norden Teile der Stadt Schönebeck am jenseitigen Elbufer. Das Landschaftsbild ist vielfältig, der Norden wird geprägt von der ertragreichen Magdeburger Börde, und im Osten bilden Elbe und Saale eine weite Flussaue. Im Westen reicht der Landkreis bis zum Vorharzgebiet, im Süden hat die ehemalige Braunkohle- und Salzförderung ihre Spuren hinterlassen. Im Bördedorf Eickendorf liegen mit der Bodenwertzahl 100 der deutschlandweiten Bodenschätzung die ertragreichsten Landwirtschaftsflächen. Neben Elbe und Saale gehören auch die Bode und Wipper zum Flussnetz des Landkreises. Die höchste Erhebung ist der im äußersten Westen in der Nähe von Cochstedt gelegene Phillips Galgenberg mit 224 Metern. Er gehört zum Hakel, der neben dem Nachterstedter Forst und den Kiefernwäldern bei Plötzky und Pretzien eines der wenigen nennenswerten Waldgebiete des Landkreises ist. Der Landkreis hat Anteil am UNESCO-Biosphärenreservat Mittelelbe. Hierzu gehört der mehrere Quadratkilometer große Auenwald Lödderitzer Forst.
Dialektgrenze
Quer durch das Kreisgebiet verläuft unmittelbar nördlich der Städte Aschersleben und Barby die Benrather Linie und somit der Übergang von den hochdeutschen – genauer: den ostmitteldeutschen – Dialekten zur niederdeutschen Sprache.

## Geschichte
Im Mittelalter herrschten im heutigen Kreisgebiet im Wesentlichen die Bistümer Magdeburg und Halberstadt. Der Südosten gehörte seit 1170 zum askanischen Anhalt mit Bernburg als zeitweiliger Residenz. Nachdem die beiden Bistümer nach dem Dreißigjährigen Krieg säkularisiert und 1680 vom weltlichen Herzogtum Magdeburg abgelöst worden waren, kamen deren Gebiete unter die Verwaltung des Saalkreises. Das Herzogtum seinerseits war Teil des brandenburgischen Kurfürstentums, das 1701 zum Königreich Preußen wurde. Nach der preußischen Verwaltungsreform von 1815 wurde das preußische Gebiet des heutigen Kreisgebiets hauptsächlich auf die neu gebildeten Kreise Calbe und Quedlinburg sowie auf die Stadt Aschersleben aufgeteilt. Die DDR-Gebietsreform verkleinerte noch einmal die Kreise, so dass ab 1952 die Kreise Schönebeck, Bernburg, Aschersleben und Staßfurt am heutigen Kreisgebiet beteiligt waren.
Während der DDR-Zeit gehörte der nördliche Teil des Kreises zum Bezirk Magdeburg und der südliche Teil zum Bezirk Halle.
Eine Sonderstellung an der historischen Entwicklung nehmen Plötzky, Pretzien, Ranies und Elbenau, die nördlichsten Orte des Landkreises ein. Sie gehörten seit dem 12. Jahrhundert zum Kurfürstentum Sachsen und waren bis 1808 dem sächsischen Amt Gommern unterstellt. Während der französischen Besetzung von 1807 bis 1813 gehörten diese Orte zum einzigen Brückenkopf Napoleons am östlichen Elbufer und wurden dem Königreich Westphalen angegliedert. Sie wurden erst 1818 preußisch und gehörten bis 1945 zum Landkreis Jerichow I.
Namensgebung
Der Name Salzlandkreis nimmt Bezug auf die jahrhundertelange Salzgewinnung in der Region, vornehmlich im einstigen Groß Salze, dem heutigen Bad Salzelmen. Die Salzerzeugung in Bad Salzelmen wurde 1967 zwar eingestellt, aber die Sole ist heute immer noch Bestandteil des Kurbetriebes. Außerdem gilt die Region mit den Kalischächten in Staßfurt als Ursprung des Kalibergbaus.

## Bevölkerung
| Jahr | Einwohner |
| ---- | --------- |
| 2007 | 219.222   |
| 2010 | 209.579   |
| 2015 | 196.695   |
| 2020 | 187.457   |
| 2021 | 185.495   |
| 2022 | 186.420   |
| 2023 | 184.943   |

Stand: 31. Dezember des jeweiligen Jahres

## Politik

### Kreistag
| Kreistagswahl Salzlandkreis 2024Wahlbeteiligung: 57,4 % 403020100 30,2 %26,9 %11,1 %8,1 %6,6 %5,0 %3,0 %2,6 %2,3 %1,6 %0,8 %1,8 % AfDCDUSPDLinkeFDPWIDABWsGSGrüneWG E-S-WUBvSFB Saale-WipperSonst.Gewinne und Verlusteim Vergleich zu 2019 %p 14 12 10 8 6 4 2 0 −2 −4 −6 −8+13,2 %p+0,5 %p−3,4 %p−7,0 %p−3,3 %p−0,4 %p+3,0 %p−3,2 %p+0,7 %p+0,7 %p± 0,0 %p−0,8 %pAfDCDUSPDLinkeFDPWIDABWsGSGrüneWG E-S-WUBvSFB Saale-WipperSonst. | Sitzverteilung im Kreistag Salzlandkreis seit 2024Insgesamt 54 Sitze - Linke: 4 - SPD: 6 - Grüne: 1 - WsGS: 2 - WIDAB: 3 - UBvS: 1 - FB Saale-Wipper: 1 - WG E-S-W: 1 - FDP: 4 - CDU: 15 - AfD: 16 |

Wahlergebnisse vergangener Wahlen
| Parteien und Wählergemeinschaften | Parteien und Wählergemeinschaften                   | Prozent 2024 | Sitze 2024 | Prozent 2019 | Sitze 2019 | Prozent 2014 | Sitze 2014 | Prozent 2007 | Sitze 2007 | Prozent 2004 | Prozent 1999 |
| --------------------------------- | --------------------------------------------------- | ------------ | ---------- | ------------ | ---------- | ------------ | ---------- | ------------ | ---------- | ------------ | ------------ |
| AfD                               | Alternative für Deutschland                         | 30,2         | 16         | 17,0         | 09         | —            | —          | —            | —          | —            | —            |
| CDU                               | Christlich Demokratische Union                      | 26,9         | 15         | 26,4         | 14         | 36,3         | 22         | 30,8         | 19         | 38,1         | 39,9         |
| SPD                               | Sozialdemokratische Partei Deutschlands             | 11,1         | 6          | 14,5         | 08         | 18,5         | 11         | 20,4         | 12         | 18,6         | 26,0         |
| LINKE                             | Die Linke                                           | 8,1          | 4          | 15,1         | 08         | 22,4         | 13         | 19,4         | 12         | 21,9         | 18,1         |
| FDP                               | Freie Demokratische Partei                          | 6,6          | 4          | 09,9         | 05         | 05,4         | 03         | 11,0         | 07         | 09,0         | 07,0         |
| WIDAB                             | Wählerinitiative „Die Aschersleber Bürger“          | 5,0          | 3          | 05,4         | 03         | 04,3         | 03         | 03,8         | 02         | 02,9         | 01,3         |
| WsGS                              | Wahlbündnis für soziale Gerechtigkeit Salzlandkreis | 3,0          | 2          | —            | —          | —            | —          | —            | —          | —            | —            |
| GRÜNE                             | Bündnis 90/Die Grünen                               | 2,6          | 1          | 05,8         | 03         | 03,9         | 02         | 02,4         | 02         | 02,4         | 02,3         |
| WG E-S-W                          | Wählergemeinschaft Elbe-Saale-Winkel                | 2,3          | 1          | 01,6         | 01         | 01,4         | 01         | —            | —          | —            | —            |
| UBvS                              | Unabhängige Bürgervertretung Staßfurt               | 1,6          | 1          | 00,9         | 01         | —            | —          | —            | —          | —            | —            |
| FB Saale-Wipper                   | Freie Bürger Saale-Wipper-Wählergruppe              | 0,8          | 1          | 00,8         | —          | —            | —          | —            | —          | —            | —            |
| N.E.U.                            | Nienburg.Ehrlich.Unabhängig                         | 0,7          | 0          | —            | —          | —            | —          | —            | —          | —            | —            |
| WGH                               | Wählergemeinschaft Hecklingen                       | 0,6          | 0          | —            | —          | —            | —          | —            | —          | —            | —            |
| EB                                | Einzelbewerber                                      | 0,4          | 0          | —            | —          | —            | —          | 00,1         | 0          | 00,3         | 00,7         |
| ALC                               | Alternative Liste Calbe                             | —            | —          | 01,1         | 01         | 01,7         | 01         | 01,1         | 01         | 00,9         | —            |
| FW                                | FREIE WÄHLER                                        | —            | —          | 00,9         | —          | —            | —          | —            | —          | —            | —            |
| UWGE                              | Unabhängige Wählergemeinschaft Egeln                | —            | —          | 00,7         | 01         | –            | –          | 01,7         | 01         | 00,7         | –            |
| UWG Salzland                      | Unabhängige Wählergemeinschaft Salzland             | —            | —          | —            | —          | 03,3         | 02         | 00,8         | 01         | —            | —            |
| NPD                               | Nationaldemokratische Partei Deutschlands           | —            | —          | —            | —          | 02,8         | 02         | 02,9         | 02         | 00,3         | —            |
| UWG                               | Unabhängige Wählergemeinschaft Schönebeck           | —            | —          | —            | —          | —            | —          | 01,5         | 01         | 00,8         | 01,1         |
| WASG                              | Wahlalternative Soziale Gerechtigkeit               | —            | —          | —            | —          | —            | —          | 00,7         | 0          | —            | —            |
| Offensive D                       | Offensive D                                         | —            | —          | —            | —          | —            | —          | 00,5         | 0          | 00,9         | —            |
| WGH                               | Wählergemeinschaft Hecklingen                       | —            | —          | —            | —          | —            | —          | 00,5         | 0          | —            | —            |
| Cönneraner UWG                    | Cönneraner Unabhängige Wählergemeinschaft           | —            | —          | —            | —          | —            | —          | 00,5         | 0          | 00,8         | 00,3         |
| REP                               | Die Republikaner                                    | —            | —          | —            | —          | —            | —          | 00,4         | 0          | —            | —            |
| Sb Stf                            | Sauberes Staßfurt                                   | —            | —          | —            | —          | —            | —          | 00,4         | 0          | 00,7         | 00,7         |
| FWG Biere                         | Freie Wählergemeinschaft Biere e. V.                | —            | —          | —            | —          | —            | —          | 00,3         | 0          | 00,4         | 00,4         |
| Tierschutz                        | Partei Mensch Umwelt Tierschutz                     | —            | —          | —            | —          | —            | —          | 00,3         | 0          | —            | —            |
| DSU                               | Deutsche Soziale Union                              | —            | —          | —            | —          | —            | —          | 00,2         | 0          | 00,8         | 01,2         |
| KPD                               | Kommunistische Partei Deutschlands                  | —            | —          | —            | —          | —            | —          | 00,2         | 0          | —            | —            |
| FBG                               | Freie Bürger Giersleben                             | —            | —          | —            | —          | —            | —          | 00,1         | 0          | —            | —            |
| Sonst.                            | Sonstige                                            | —            | —          | —            | —          | —            | —          | —            | —          | 00,4         | 01,0         |
| Gesamt                            | Gesamt                                              | 100          | 54         | 100          | 54         | 100          | 60         | 100          | 60         | 100          | 100          |
| Wahlbeteiligung                   | Wahlbeteiligung                                     | 57,4 %       | 57,4 %     | 49,6 %       | 49,6 %     | 40,7 %       | 40,7 %     | 34,6 %       | 34,6 %     | 37,6 %       | 47,2 %       |

- EB: Einzelbewerber 2007: Lothar May; 2004 und 1999: k. A.
- Die Ergebnisse von 1999 und 2004 wurden auf den Gebietsstand von 2007 umgerechnet.

### Landrat

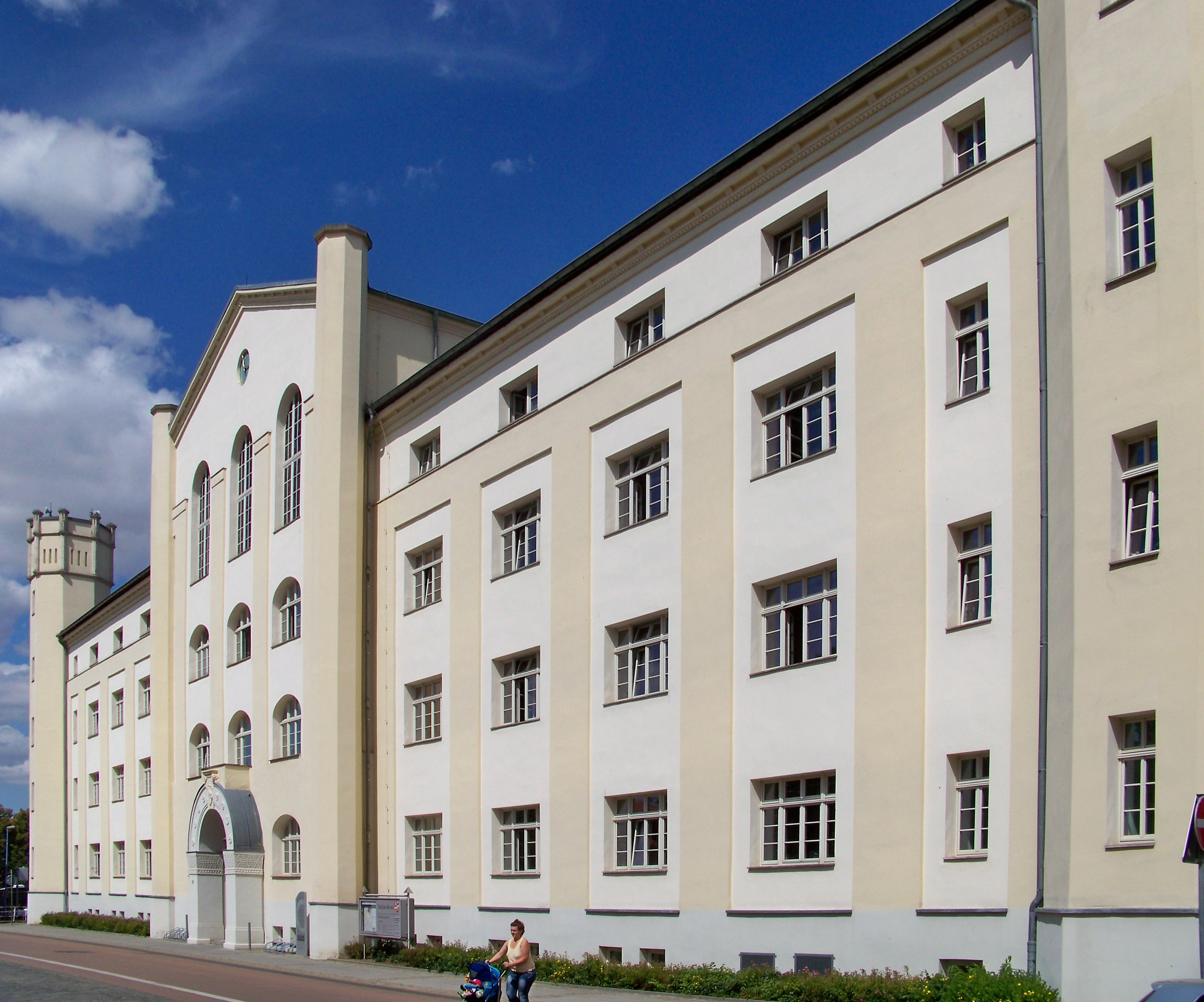
Landratsamt in Bernburg

Bei den ersten Landratswahlen im Salzlandkreis am 22. April 2007 traten die drei Landräte aus den alten Kreisen, Heike Brehmer (CDU) aus Aschersleben-Staßfurt, Ulrich Gerstner (SPD) aus Bernburg und Erik Hunker (parteilos, aber von der FDP unterstützt) aus Schönebeck sowie Sabine Dirlich (LINKE), Manfred Horst (NPD) und Harald Hinze (REP) an. Nach dem ersten Wahlgang am 22. April konnte keiner der Kandidaten die erforderliche absolute Mehrheit für sich gewinnen. Daher traten am 6. Mai 2007 die beiden Kandidaten mit den meisten Stimmen zu einer Stichwahl an. Dies waren Heike Brehmer mit etwa 32 % der Stimmen und Ulrich Gerstner mit etwa 27 % der Stimmen. Die anderen Kandidaten (Erik Hunker 20 %, Sabine Dirlich 17 %, Manfred Horst 3 % und Harald Hinze 1 %) waren weit abgeschlagen. Laut Wahlergebnis vom 6. Mai 2007 wurde Ulrich Gerstner (SPD) mit 51,1 % der Stimmen als Landrat gewählt.
Ergebnis der Landratswahlen 2014 und 2019
| Kandidaten 2014             | Hauptwahl 25.5.2014 | Stichwahl 15.6.2014 |                        | Kandidaten 2019 | Hauptwahl 26.5.2019 |
| Markus Bauer (SPD)          | 31,5 %              | 52,6 %              | Markus Bauer (SPD)     | 66,2 %          |                     |
| Gunnar Schellenburger (CDU) | 38,9 %              | 47,4 %              | Alexander Goebel (CDU) | 34,8 %          |                     |
| Sabine Dirlich (Die Linke)  | 29,6 %              | –                   |                        |                 |                     |

Bei den Landratswahlen am 24. Januar 2021 wurde Bauer mit 65 Prozent der Stimmen für weitere sieben Jahre wiedergewählt. Alexander Goebel (CDU) erhielt 35 Prozent der Stimmen.

### Wappen
Das Wappen wurde am 29. Oktober 2007 durch das Ministerium des Innern von Sachsen-Anhalt genehmigt.
| Wappen von Salzlandkreis | Blasonierung: „Geviert von Rot und Silber; Feld 1 und 4: in einem goldenen Stutzkorb ein silbernes Stück Salz mit drei goldenen Zierbändern; Feld 2: ein golden bewehrter und bezungter schwarzer Adler, die Saxen belegt mit goldenen Kleestängeln; Feld 3: ein schreitender, rot bezungter schwarzer Bär mit silbernem Halsband auf einer schrägen, schwarz gefugten roten Zinnenmauer mit einem geschlossenen silbernen Tor mit schwarzen Beschlägen und schwarzem Schloss auf der rechten Seite.“ |
| Wappen von Salzlandkreis | Wappenbegründung: Die beiden Salzkörbe nehmen Bezug auf den Namen Salzlandkreis, während anhaltischer Bär und preußischer Adler für die historische Teilung der Region in anhaltische und preußische Staatsterritorien stehen. Die Grenzstraße der Stadt Staßfurt ist ein deutliches Beispiel dafür: Beide Fußwege lagen in unterschiedlichen Hoheitsgebieten, weshalb diese Straße zu ihren Namen kam.                                                                                               |

Gestalter des Wappens sind Joachim Grossert (Inhalt) und Kathrin Telle (Grafik).

### Flagge
Die Flagge ist rot-weiß (1:1) bestreift (Querform: Streifen waagerecht verlaufend, Längsform: Streifen senkrecht verlaufend) und mittig mit dem Landkreiswappen belegt.

### Logo
Das Logo bildet das Wappen des Salzlandkreises ab im Zusammenhang mit dem Schriftzug des Landkreisnamens und einem roten Unterstrich als Kennzeichen der Landkreis-Farben (Rot-Weiß). Einrichtungen des Salzlandkreises können ihre Bezeichnung unter der roten Linie einfügen.

### Symbol
Das Symbol enthält in leicht abgewandelter Form die Motive des Wappens in lockerer Anordnung in einem transparenten Wappenschild, in dessen Hintergrund die Flagge des Landkreises abgebildet ist. Der Schriftzug des Landkreisnamens bekrönt den Wappenschild.
Das Symbol kann von jedermann benutzt werden, um einen Zusammenhang mit dem Salzlandkreis visuell herzustellen.

## Wirtschaft und Infrastruktur

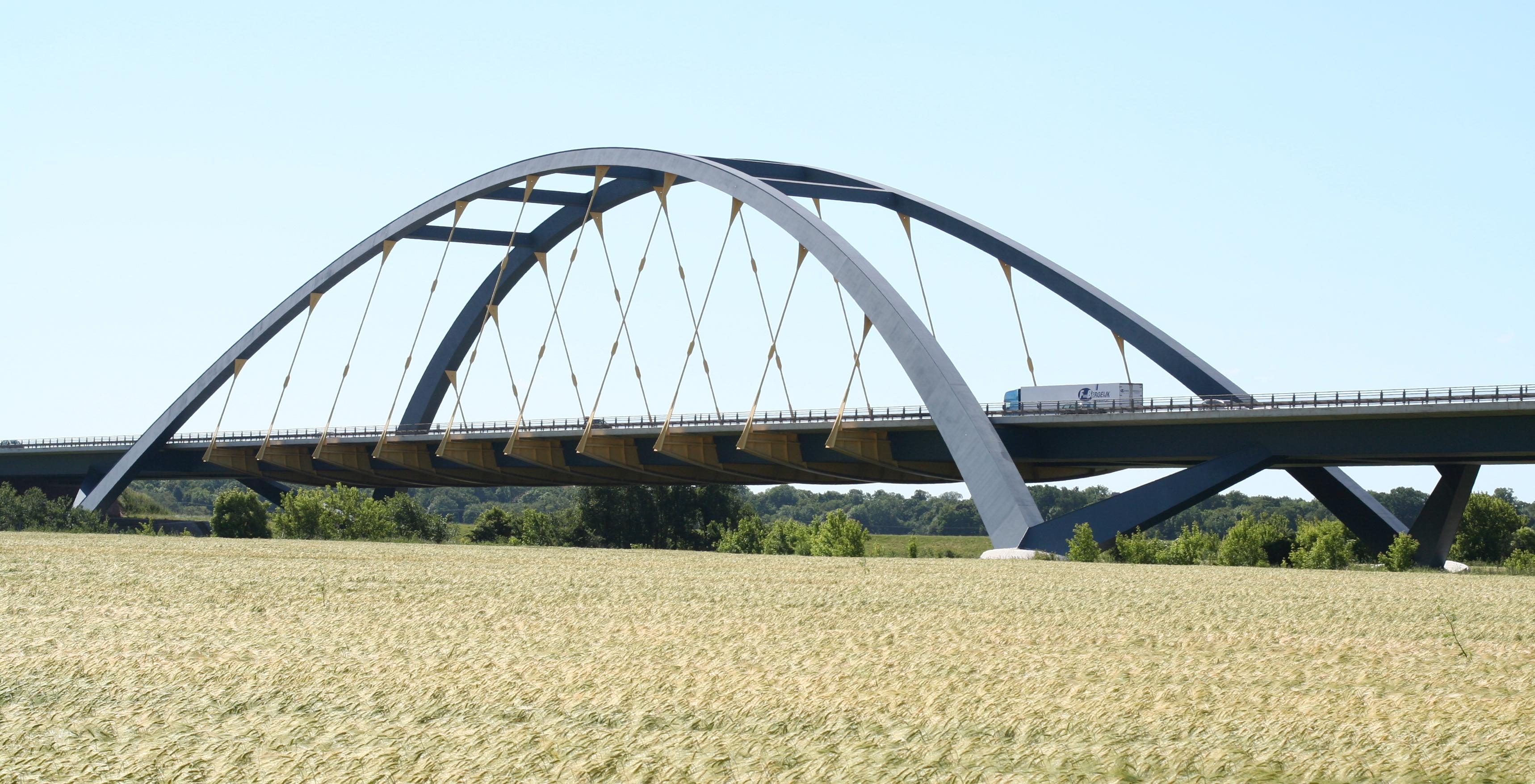
Saalebrücke Beesedau, hier überquert die A 14 die Saale

### Wirtschaft
Im Zukunftsatlas 2016 belegte der Salzlandkreis Platz 390 von 402 Landkreisen und kreisfreien Städten in Deutschland und zählt damit zu den Regionen mit „hohen Zukunftsrisiken“. Der Zukunftsatlas 2019 listet den Salzlandkreis auf demselben Platz.
Auf dem fruchtbaren Bördeboden im Norden des Landkreises dominiert die Landwirtschaft. In Könnern steht die neben Klein Wanzleben (Landkreis Börde) und Zeitz (Landkreis Burgenlandkreis) dritte Zuckerfabrik Sachsen-Anhalts. In Gatersleben wird Pflanzenbiotechnologie erforscht und betrieben.
Schwerpunkte der Industrie des Landkreises liegen in den vier größten Städten des Kreises, so in Bernburg (Zement-, Salz-, Chemie und Pharmazieproduktion), in Aschersleben (Vliesstoffproduktion, Werkzeugmaschinen- und Anlagenbau), in Schönebeck (Maschinen- und Anlagenbau, Sportmunition), sowie in Staßfurt (Fernsehgeräte und Satellitenreceiver, Sodaproduktion, Maschinen- und Anlagenbau).

### Verkehr
Wichtigste Verkehrsader im Landkreis ist die Bundesautobahn 14, die ihn von Nord nach Süd durchschneidet. Parallel dazu verläuft die Bundesstraße 71, die den regionalen Verkehr aufnimmt. Die im Norden des Harzes verlaufende Bundesautobahn 36 verbindet den Landkreis mit den Autobahnen 7 und 9.
Die nördlichste Stadt Schönebeck (Elbe) liegt ebenso wie Calbe (Saale) an der überregionalen Bahnstrecke Magdeburg–Leipzig, außerdem wird das Kreisgebiet von den Bahnstrecken Halle–Vienenburg und Berlin–Blankenheim erschlossen. Die Kreisstadt Bernburg liegt an der Nebenstrecke Köthen–Aschersleben.
Der Busverkehr wird von der Kreisverkehrsgesellschaft Salzland durchgeführt.
Als Wasserstraße hat die Elbe für Schönebeck eine geringe verkehrstechnische Relevanz.
Der ehemalige Cochstedter Militärflugplatz ist zum Regionalflughafen Magdeburg-Cochstedt umgestaltet worden, der jedoch nicht im regulären Flugverkehr betrieben wird.

### Gesundheitswesen
Im Salzlandkreis befinden sich in Staßfurt, Aschersleben, Bernburg und Schönebeck Kliniken der AMEOS-Gruppe sowie das Saale-Krankenhaus Calbe. In Bernburg sind außerdem mit der Waldklinik Bernburg und der Fachklinikum Bernburg zwei Spezialkliniken vertreten.

## Schutzgebiete
Im Landkreis befinden sich 13 ausgewiesene Naturschutzgebiete (Stand: Februar 2017).

## Gemeinden
Einheitsgemeinden
(Städte sind fett hervorgehoben)
(* Sitz des Landkreises)
| Wappen | Gemeinde           | Einwohner (31. Dezember 2023) | Fläche in km² |
| ------ | ------------------ | ----------------------------- | ------------- |
|        | Aschersleben       | 25.852                        | 156,37        |
|        | Barby              | 07.911                        | 152,78        |
|        | Bernburg (Saale) * | 31.197                        | 113,51        |
|        | Bördeland          | 07.509                        | 092,39        |
|        | Calbe (Saale)      | 08.207                        | 056,69        |
|        | Hecklingen         | 06.492                        | 095,34        |
|        | Könnern            | 07.998                        | 125,32        |
|        | Nienburg (Saale)   | 05.699                        | 079,25        |
|        | Schönebeck (Elbe)  | 30.537                        | 086,08        |
|        | Seeland            | 07.616                        | 078,93        |
|        | Staßfurt           | 23.458                        | 146,67        |

Verbandsgemeinden mit ihren Mitgliedsgemeinden
(* Sitz der Verbandsgemeinde)
| Wappen | Mitgliedsgemeinde | Einwohner (31. Dezember 2023) | Fläche in km² |
| ------ | ----------------- | ----------------------------- | ------------- |
|        | Bördeaue          | 1.760                         | 25,40         |
|        | Börde-Hakel       | 2.922                         | 38,63         |
|        | Borne             | 1.147                         | 15,32         |
|        | Egeln *           | 3.128                         | 29,23         |
|        | Wolmirsleben      | 1.399                         | 16,82         |

| Wappen | Mitgliedsgemeinde | Einwohner (31. Dezember 2023) | Fläche in km² |
| ------ | ----------------- | ----------------------------- | ------------- |
|        | Alsleben (Saale)  | 2.550                         | 23,64         |
|        | Giersleben        | 0.919                         | 20,18         |
|        | Güsten *          | 3.861                         | 36,17         |
|        | Ilberstedt        | 954                           | 14,91         |
|        | Plötzkau          | 1.180                         | 23,92         |

## Gebietsänderungen
Die Anzahl der Gemeinden verringerte sich von 1. Januar 2008 bis 15. Juli 2009 von 76 auf 53.

### Veränderungen auf Gemeindeebene

#### Gemeindeneugründungen
- Auflösung der Stadt Hoym sowie der Gemeinden Gatersleben, Friedrichsaue, Frose, Nachterstedt und Schadeleben – Neugründung der Stadt Seeland (15. Juli 2009)
- Auflösung der Gemeinden Stadt Barby, Breitenhagen, Glinde, Groß Rosenburg, Lödderitz, Pömmelte, Sachsendorf, Tornitz, Wespen und Zuchau – Neugründung der Stadt Barby (1. Januar 2010)
- Auflösung der Gemeinden Unseburg und Tarthun – Neugründung der Gemeinde Bördeaue (1. Januar 2010)
- Auflösung der Gemeinden Etgersleben, Hakeborn und Westeregeln – Neugründung der Gemeinde Börde-Hakel (1. Januar 2010)

#### Eingemeindungen
- Auflösung der Gemeinden Drohndorf, Freckleben und Mehringen – Eingemeindung nach Aschersleben (1. Januar 2008)
- Auflösung der Gemeinden Förderstedt und Neundorf (Anhalt) – Eingemeindung nach Staßfurt (1. Januar 2009)
- Auflösung der Gemeinden Wiendorf, Cörmigk, Edlau und Gerlebogk – Eingemeindung in die Stadt Könnern (1. Januar 2010)
- Auflösung der Gemeinden Gerbitz, Latdorf, Neugattersleben, Pobzig und Wedlitz – Eingemeindung in die Stadt Nienburg (Saale) (1. Januar 2010)
- Auflösung der Gemeinde Schackstedt – Eingemeindung in die Stadt Aschersleben (1. Januar 2010)
- Auflösung der Gemeinde Amesdorf – Eingemeindung in die Stadt Güsten (1. Januar 2010)
- Auflösung der Gemeinden Baalberge, Biendorf, Gröna, Peißen, Poley, Preußlitz und Wohlsdorf – Eingemeindung in die Stadt Bernburg (Saale) (1. Januar 2010)
- Auflösung der Gemeinde Gatersleben – Eingemeindung in die Stadt Seeland (1. September 2010)
- Auflösung der Gemeinde Gnadau – Eingemeindung in die Stadt Barby (1. September 2010)

### Veränderungen bei Verwaltungsgemeinschaften
- Auflösung der Verwaltungsgemeinschaft Südöstliches Bördeland – Bildung der Einheitsgemeinde Bördeland aus den Mitgliedsgemeinden (29. Dezember 2007)
- Auflösung der Verwaltungsgemeinschaft Aschersleben/Land – Eingliederung der Mitgliedsgemeinden in die Stadt Aschersleben, die zur Einheitsgemeinde wird (1. Januar 2009)
- Auflösung der Verwaltungsgemeinschaft Schönebeck (Elbe) – Eingliederung der Mitgliedsgemeinden in die Stadt Schönebeck (Elbe), die zur Einheitsgemeinde wird (1. Januar 2009)
- Auflösung der Verwaltungsgemeinschaft Seeland – Bildung der Einheitsgemeinde Seeland aus den Mitgliedsgemeinden mit Ausnahme von Gatersleben, das von Seeland mitverwaltet wird (15. Juli 2009)

Somit verringerte sich die Anzahl der Verwaltungsgemeinschaften von 29. Dezember bis 15. Juli 2009 von elf auf sieben.
- Auflösung der Verwaltungsgemeinschaft Elbe-Saale (1. Januar 2010)
- Auflösung der Verwaltungsgemeinschaft Egelner Mulde (1. Januar 2010) und
- Neugründung der Verbandsgemeinde Egelner Mulde (1. Januar 2010)
- Auflösung der Verwaltungsgemeinschaft Staßfurt (1. Januar 2010)
- Auflösung der Verwaltungsgemeinschaften Saale-Wipper und Stadt Hecklingen – Neugründung der Verbandsgemeinde Saale-Wipper (1. Januar 2010)
- Auflösung der Verwaltungsgemeinschaft Bernburg (1. Januar 2010)

Am 1. Januar 2010 wurden die verbliebenen sieben Verwaltungsgemeinschaften aufgelöst und zwei Verbandsgemeinden neu gegründet.

## Kfz-Kennzeichen
Am 1. Juli 2007 wurde dem Landkreis das Unterscheidungszeichen SLK zugewiesen. Seit dem 29. November 2012 sind auch die Unterscheidungszeichen ASL (Aschersleben), BBG (Bernburg (Saale)), SBK (Schönebeck(Elbe)) und SFT (Staßfurt) erhältlich.